# Vicques JU
| JU ist das Kürzel für den Kanton Jura in der Schweiz. Es wird verwendet, um Verwechslungen mit anderen Einträgen des Namens Vicques zu vermeiden. |

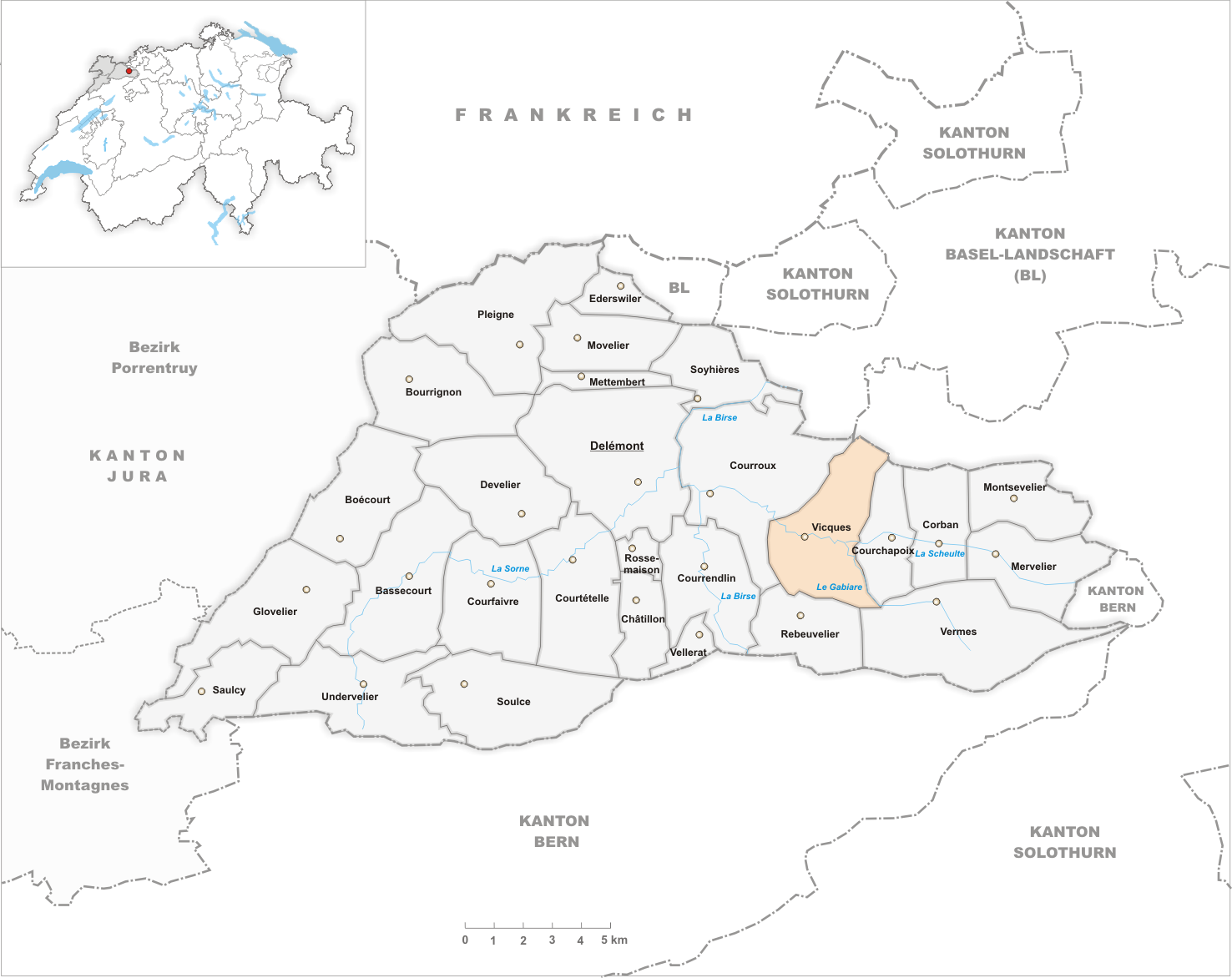
Gemeindestand vor der Fusion am 1. Januar 2013

Vicques war eine politische Gemeinde im Distrikt Delémont des Kantons Jura in der Schweiz. Der frühere deutsche Name Wix wird heute nicht mehr verwendet. Am 1. Januar 2013 fusionierte sie mit den Gemeinden Montsevelier und Vermes zur neuen Gemeinde  Val Terbi.

## Geographie
Vicques liegt auf 455 m ü. M., sechs Kilometer ostsüdöstlich des Kantonshauptorts Delémont (Luftlinie). Das ehemalige Strassenzeilendorf erstreckt sich im Val Terbi, dem östlichen Teil des Delsberger Beckens, einer breiten Senke im Faltenjura.
Die Fläche des 12,9 km² grossen Gemeindegebiets umfasst in seinem Zentralteil einen Abschnitt der landwirtschaftlich intensiv genutzten Ebene des Delsberger Beckens beidseits des Scheltenbachs (französisch La Scheulte). Im Norden reicht das Gebiet bis auf den dicht bewaldeten Jurakamm der Fringelikette. Hier befindet sich mit 947 m ü. M. der höchste Punkt der Gemeinde. Nach Süden erstreckt sich die Gemeindefläche auf den Rosé (807 m ü. M.) und den Moton (797 m ü. M.), die beide zu einer nördlichen Randfalte der Mont-Raimeux-Kette gehören. In diese Falte hat die Gabiare im äussersten Südosten des Gebiets die Tiergartenschlucht, eine typische Juraklus, eingegraben. Das Gemeindegebiet wird vom Scheltenbach nach Westen zur Birs entwässert. Von der Gemeindefläche entfielen 1997 7 % auf Siedlungen, 47 % auf Wald und Gehölze und 46 % auf Landwirtschaft.
Zu Vicques gehören der Ort Recolaine (deutsch Riklingen), 461 m ü. M. an der Mündung eines Seitenbachs in den Scheltenbach, sowie zahlreiche Einzelhöfe. Nachbargemeinden von Vicques sind Courchapoix, Vermes, Courrendlin und Courroux im Kanton Jura sowie Bärschwil im Kanton Solothurn.

## Bevölkerung
| Bevölkerungsentwicklung | Bevölkerungsentwicklung |
| Jahr                    | Einwohner               |
| ----------------------- | ----------------------- |
| 1850                    | 530                     |
| 1900                    | 488                     |
| 1910                    | 655                     |
| 1930                    | 767                     |
| 1950                    | 839                     |
| 1960                    | 938                     |
| 1970                    | 1108                    |
| 1980                    | 1196                    |
| 1990                    | 1392                    |
| 2000                    | 1608                    |

Mit 1795 Einwohnern (Stand 31. Dezember 2012) gehörte Vicques zu den grösseren Gemeinden des Kantons Jura. Von den Bewohnern sind 93,8 % französischsprachig, 3,3 % deutschsprachig und 1,0 % italienischsprachig (Stand 2000). Besonders seit 1980 ist die Bevölkerungszahl von Vicques im Sog des nahen Delémont stark gewachsen.

## Wirtschaft
Die Gemeinde war lange Zeit hauptsächlich durch die Landwirtschaft geprägt. Daneben haben sich aber auch das Baugewerbe, mechanische Betriebe und eine Sägerei in Vicques angesiedelt. In den letzten Jahrzehnten hat sich das Dorf zu einer Wohngemeinde entwickelt. Viele Erwerbstätige (ungefähr 50 %) sind Wegpendler und arbeiten im nahen Delémont.

## Verkehr
Die Gemeinde ist verkehrsmässig recht gut erschlossen. Sie liegt an der Strasse von Delémont über den Scheltenpass nach Balsthal. Die Buslinie Delémont – Montsevelier garantiert die Anbindung von Vicques und Recolaine an den öffentlichen Verkehr.

## Geschichte

Luftbild (1955)

Die Gemeinde Vicques kann auf eine lange Siedlungstradition zurückblicken. Während der Römerzeit befand sich hier ein grosser Gutshof. Erste Erwähnung findet das Dorf 866 als Vicum, das vom lateinischen Wort vicus (Flecken) abgeleitet wurde. Später erfolgten die Bezeichnungen Vich (1141), Vix (1308), Vic (1317), Vicq (1435) und Vick (1443). Die Mühle von Vicques gehörte dem Stift Moutier-Grandval. Als eines der 13 freien Dörfer der Herrschaft Delsberg kam Vicques 1271 zum Fürstbistum Basel. Von 1793 bis 1815 gehörte es zu Frankreich und war anfangs Teil des Département du Mont-Terrible, ab 1800 mit dem Département Haut-Rhin verbunden. Durch den Entscheid des Wiener Kongresses kam der Ort 1815 an den Kanton Bern und am 1. Januar 1979 an den neu gegründeten Kanton Jura.
Aktuell planen die Gemeinden des Val Terbi (das sind Corban, Courchapoix, Courroux, Mervelier, Montsevelier, Vermes und Vicques) eine Fusion, welche auf Ende 2012 zustande kommen soll.

## Sehenswürdigkeiten
Im Dorf befindet sich die moderne Kirche Notre-Dame du Rosaire, die 1959–61 an der Stelle eines Gotteshauses aus dem 18. Jahrhundert erbaut wurde, wobei die Einwohner von Vicques teilweise Fronarbeit leisten mussten. Das Gebäude besteht aus einer dreieckigen Halle, die aus Spannbeton konstruiert wurde; die Glasfenster stammen von Bernard Schorderet. Im Dorfkern sind einige charakteristische Bauernhäuser aus dem 18. und 19. Jahrhundert erhalten. Am Dorfrand steht ein Observatorium.

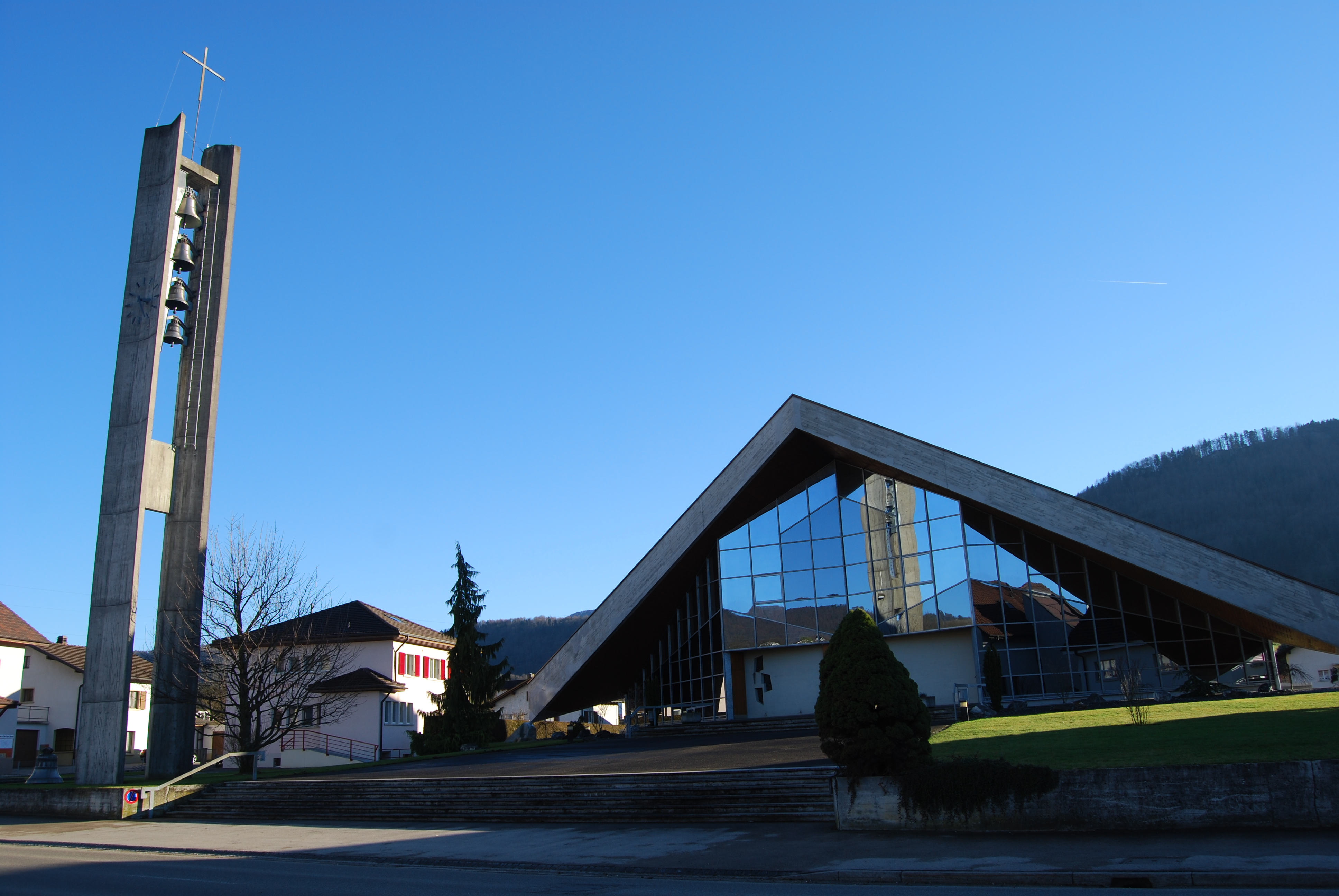
Katholische Kirche Notre-Dame du Rosaire
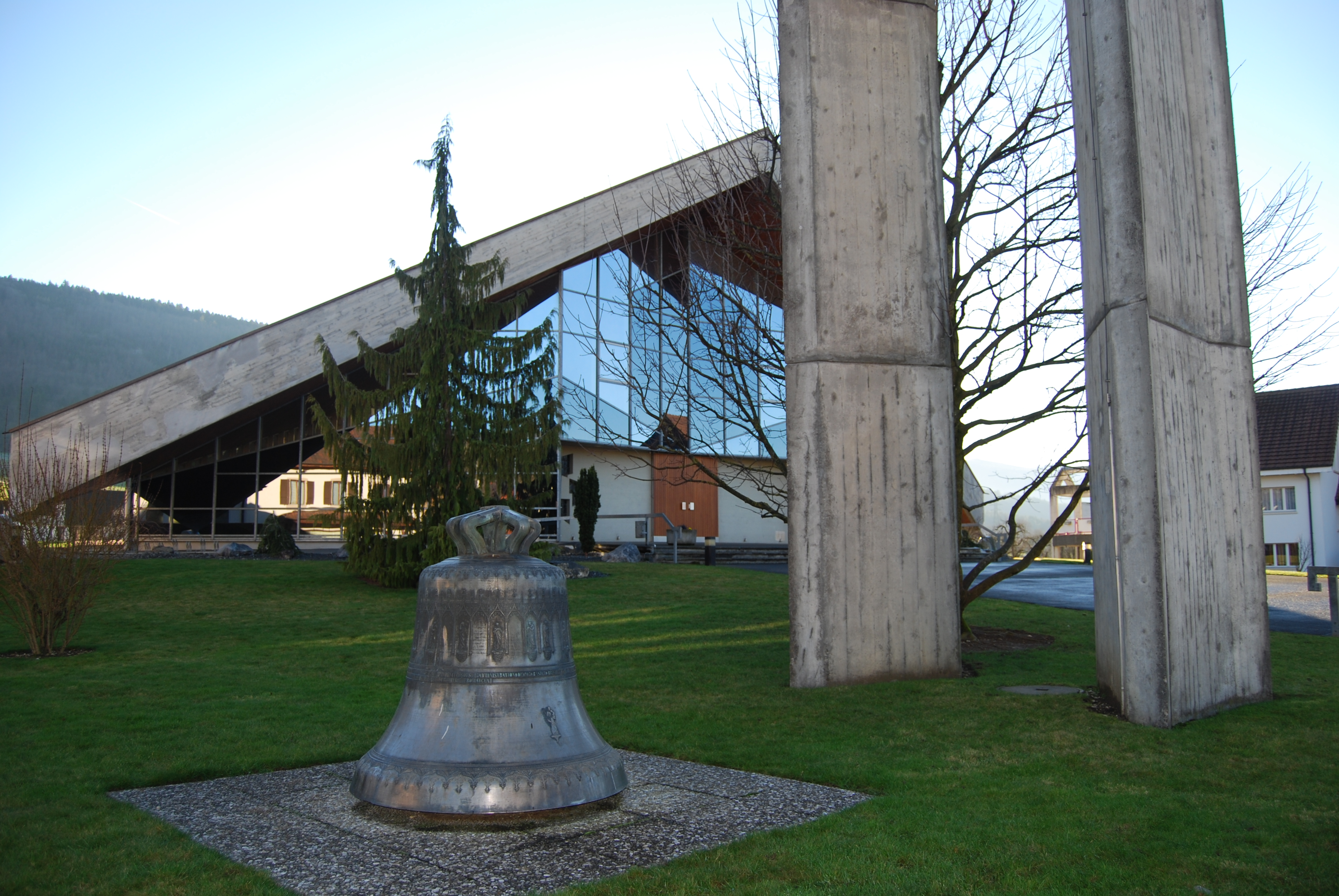
Katholische Kirche Notre-Dame du Rosaire
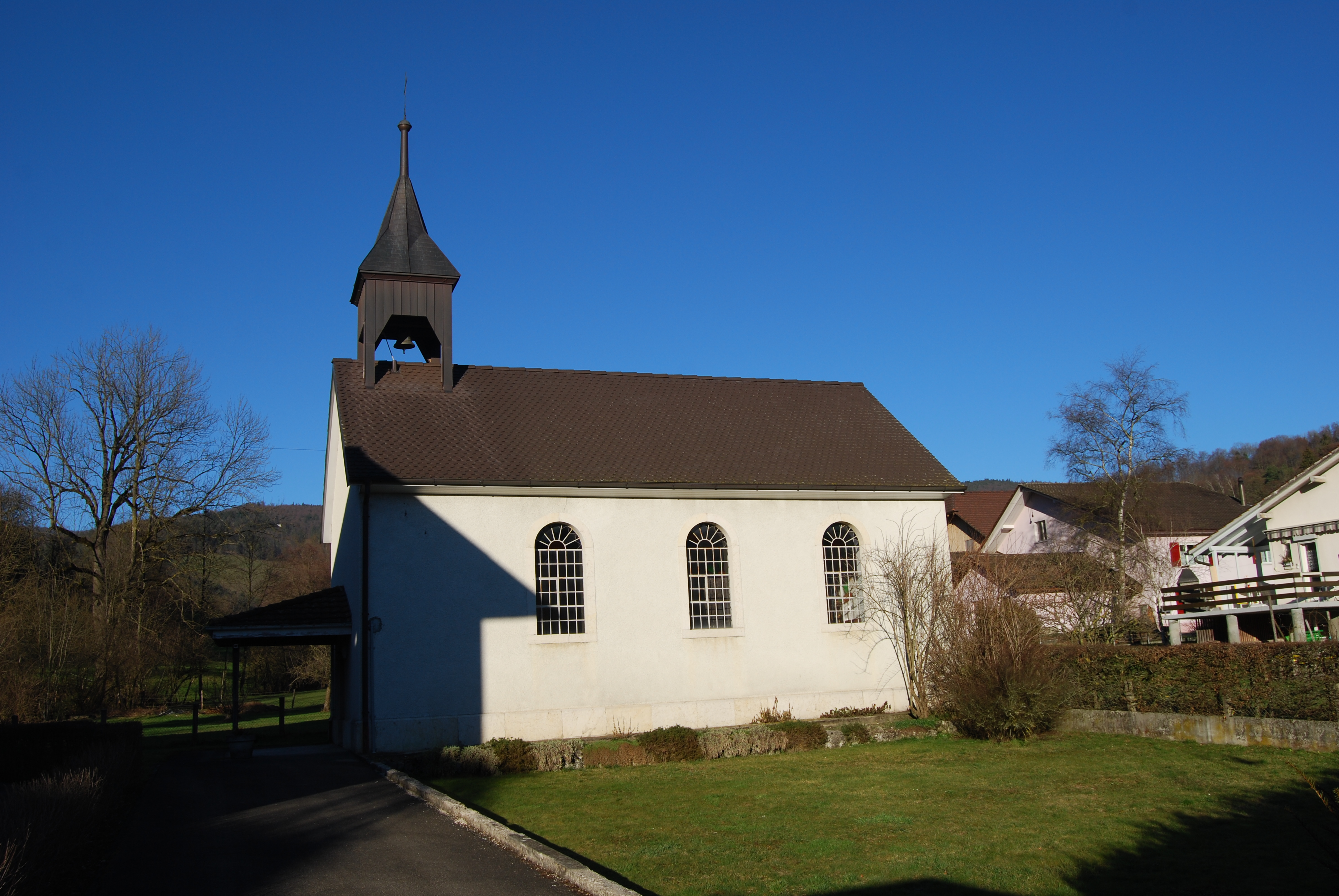
Kapelle von Recolaine
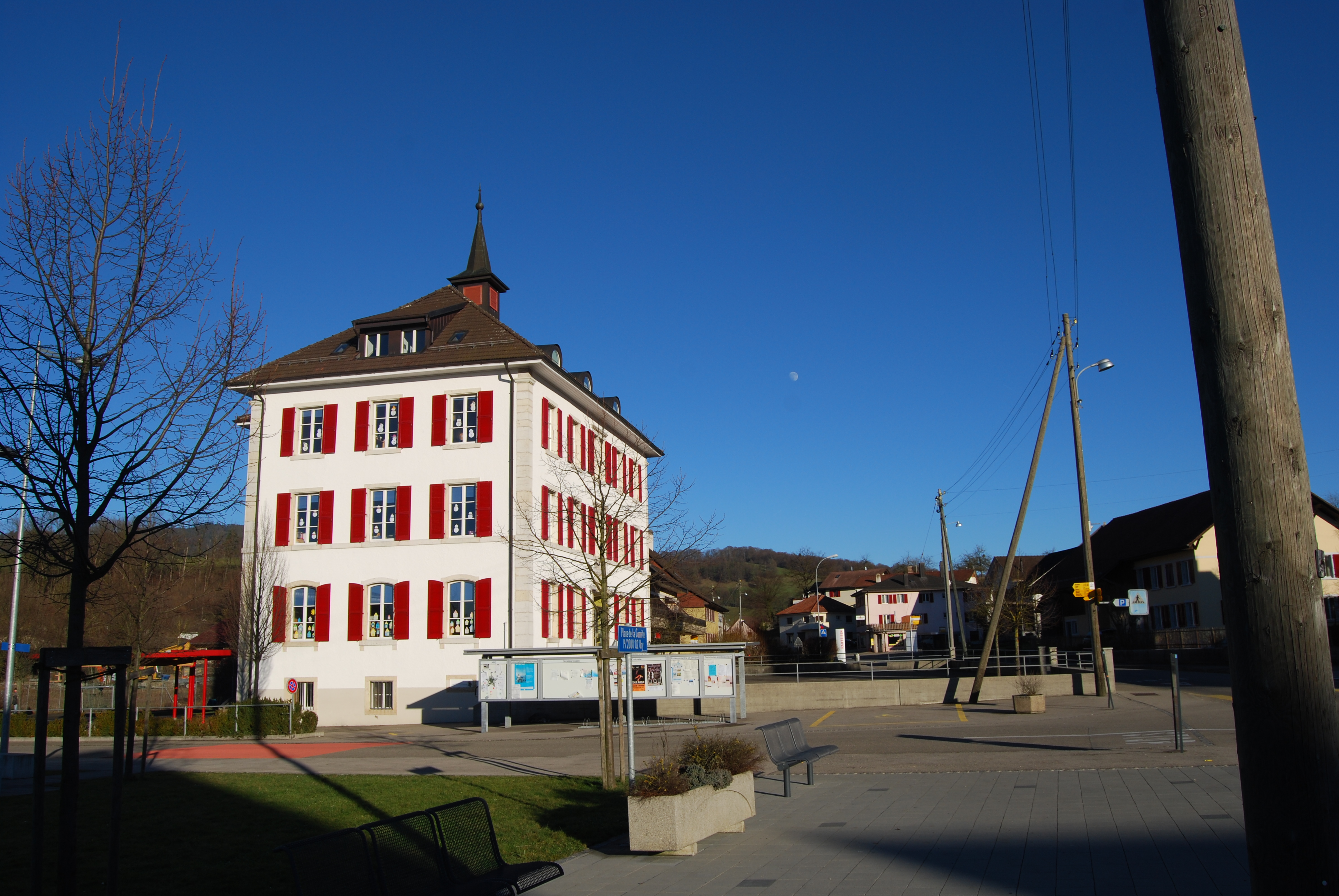
Altes Schulhaus
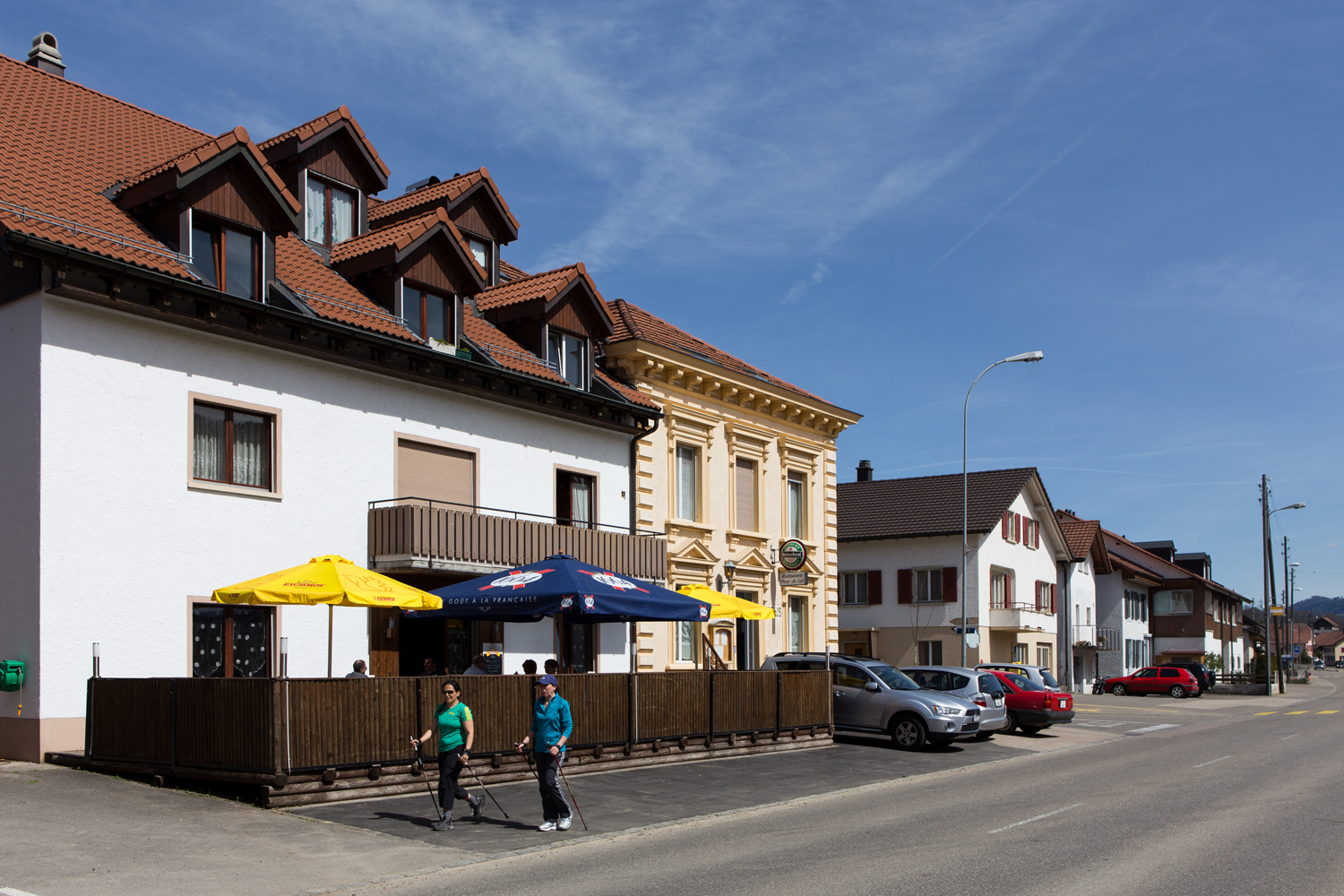
Route Principale
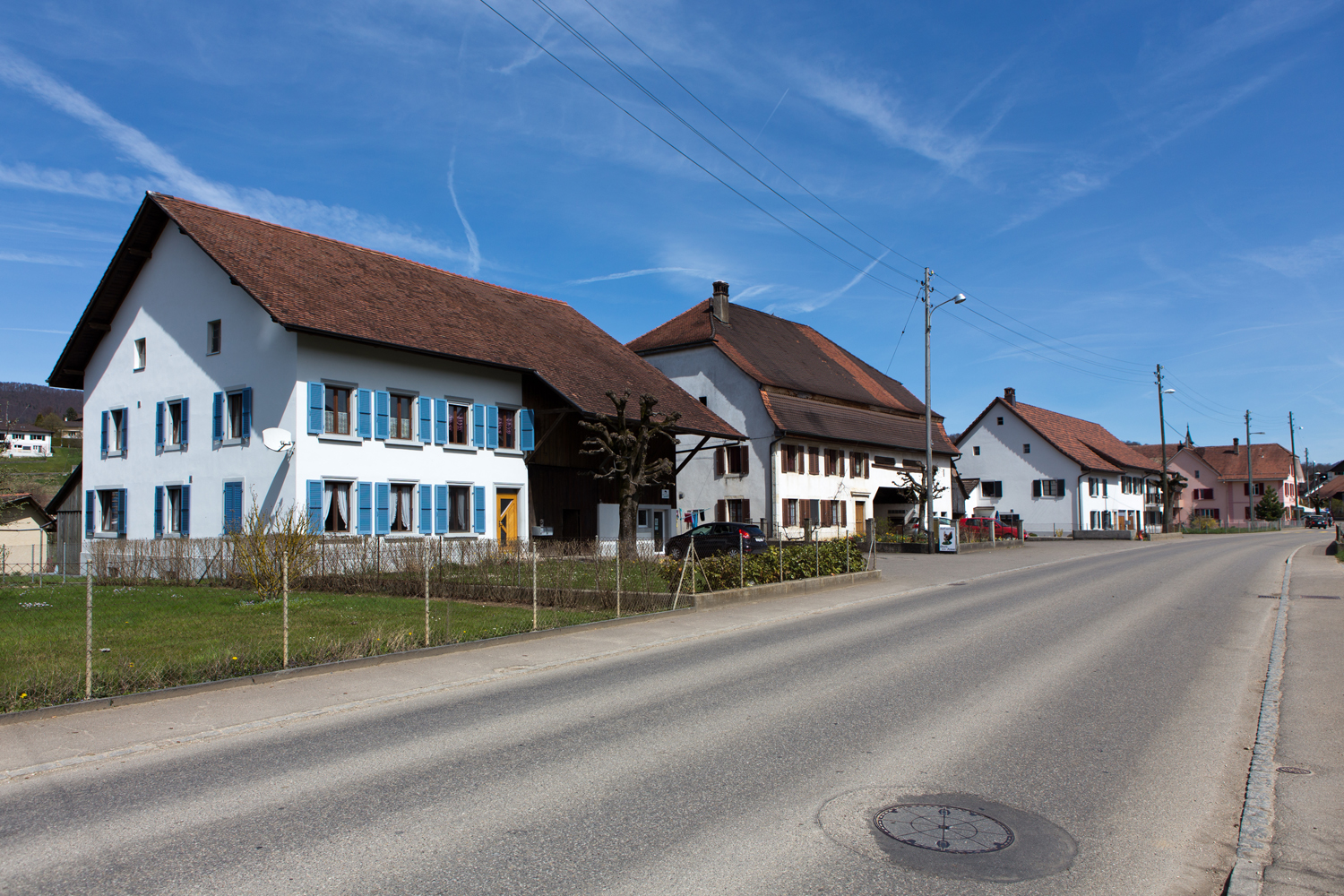
Route Principale
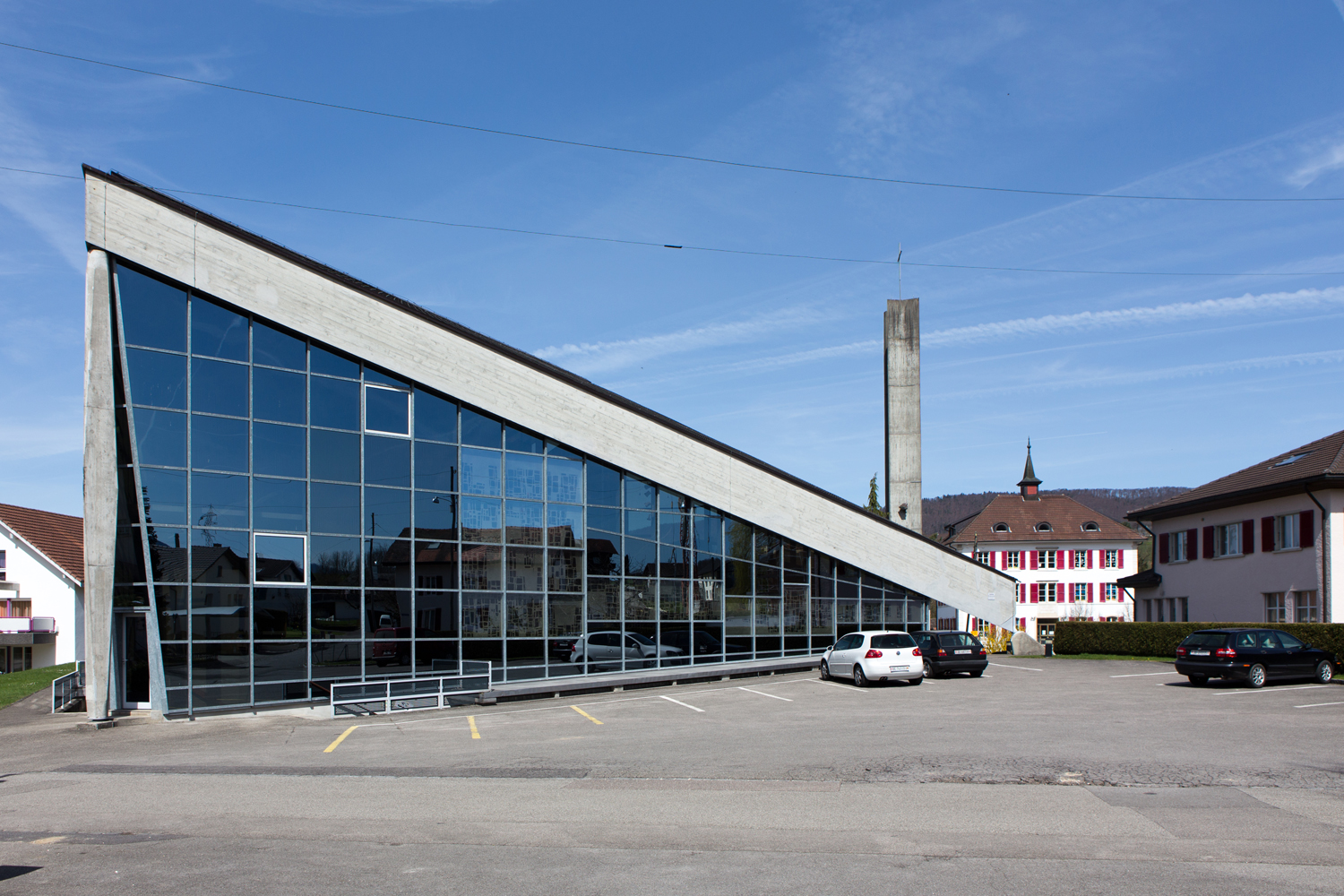
Katholische Kirche "Notre-Dame du Rosaire"
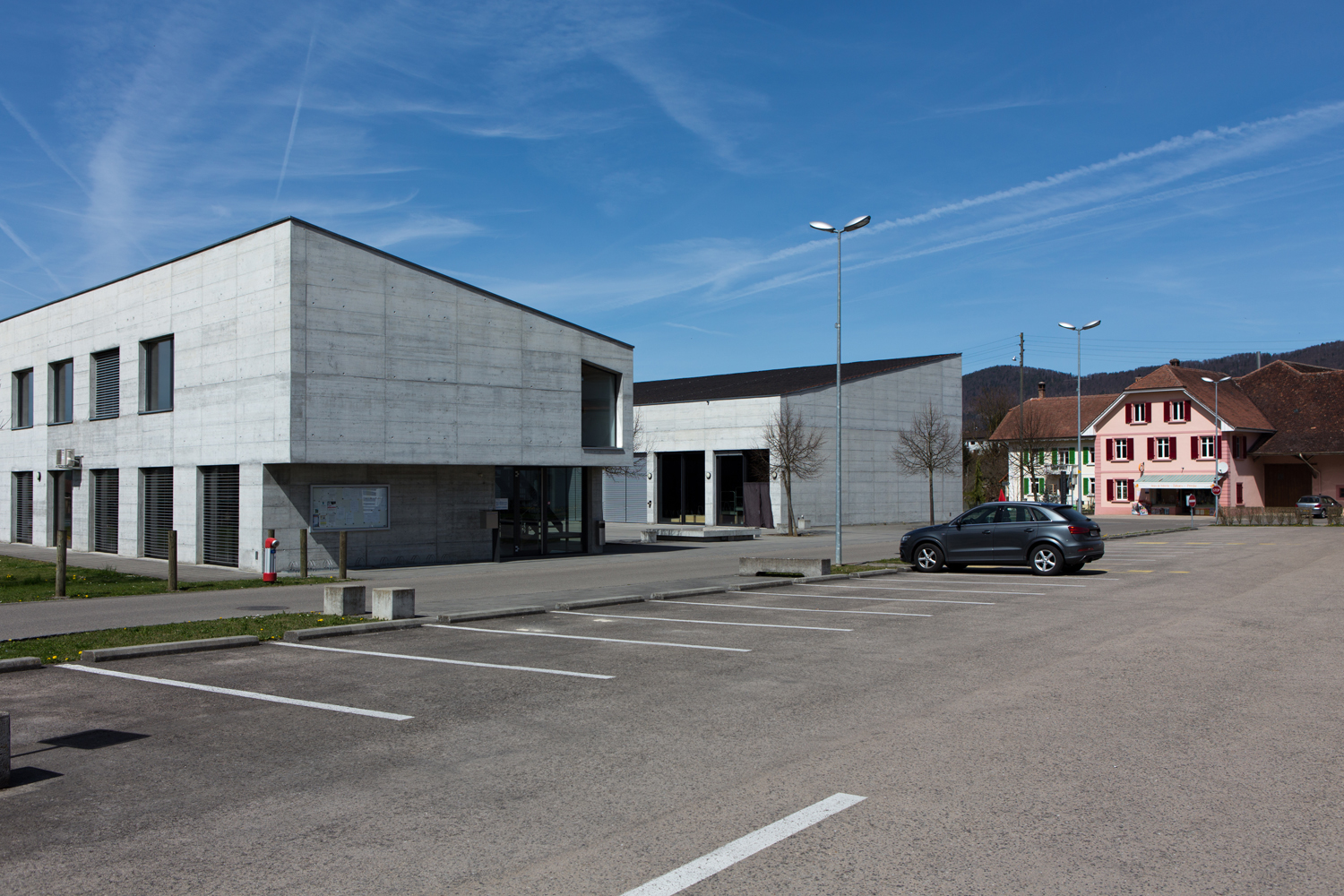
Gemeindeverwaltung
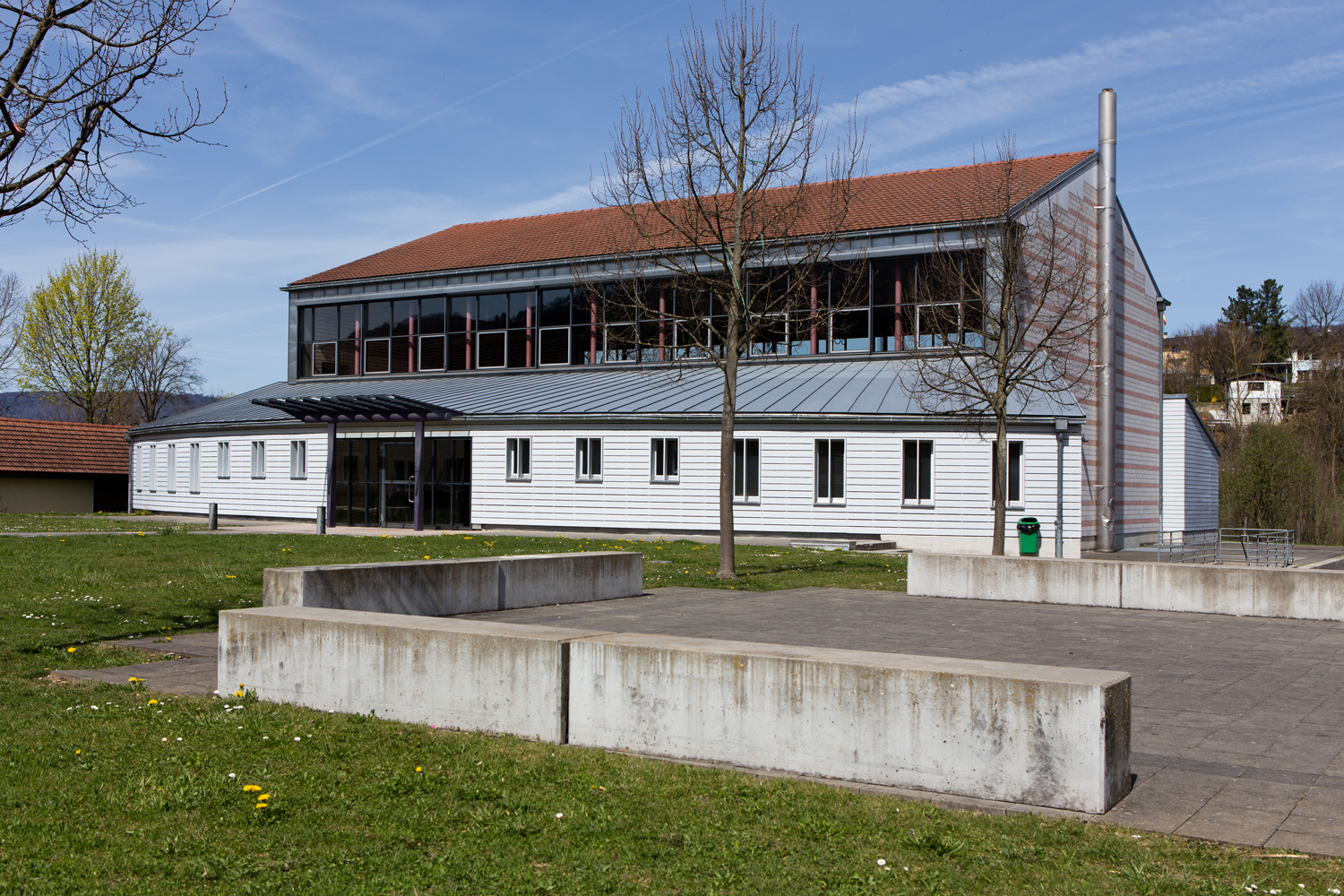
Turnhalle
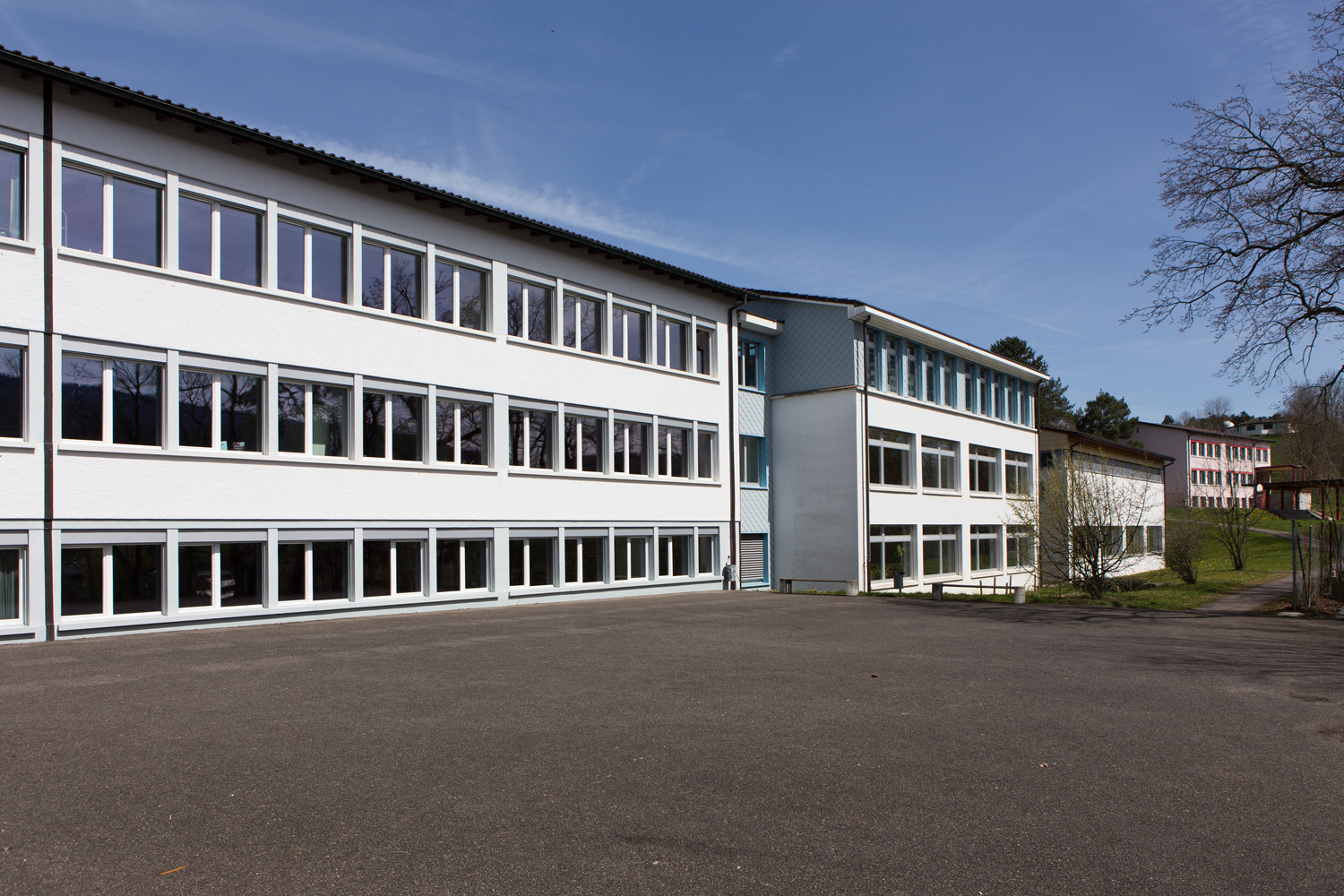
Sekundarschule und Schulhaus Geneveret
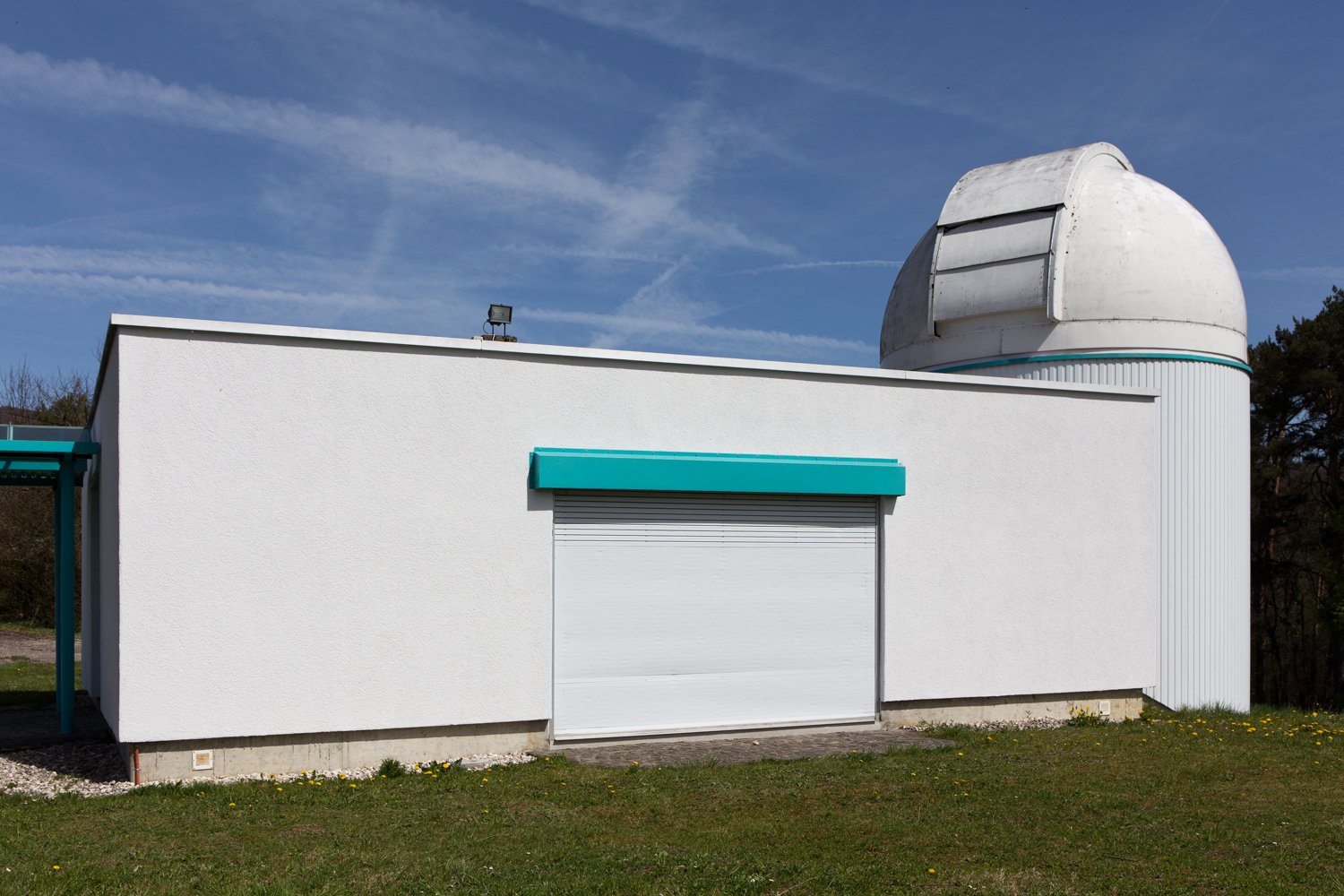
Observatorium
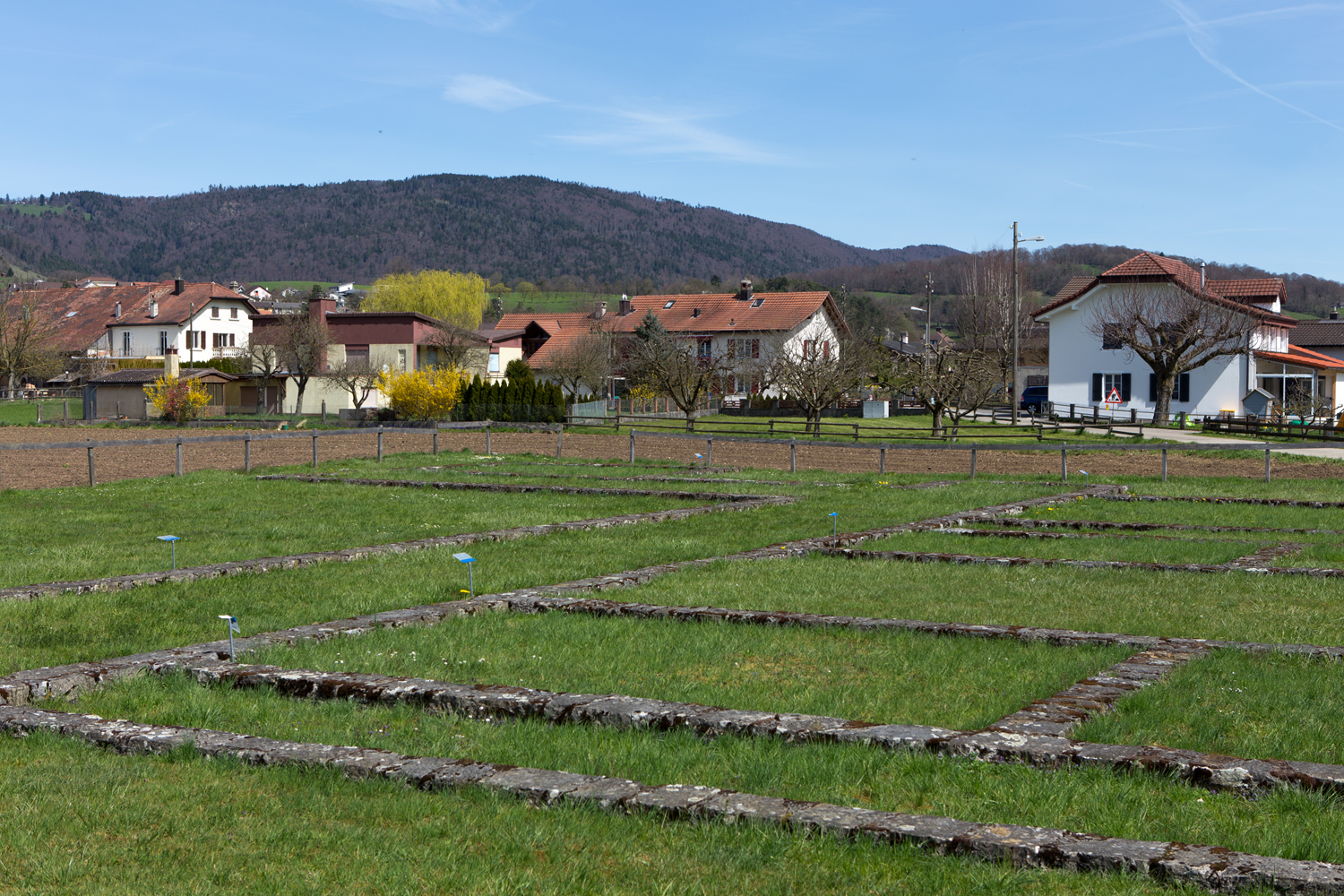
Römische Villa
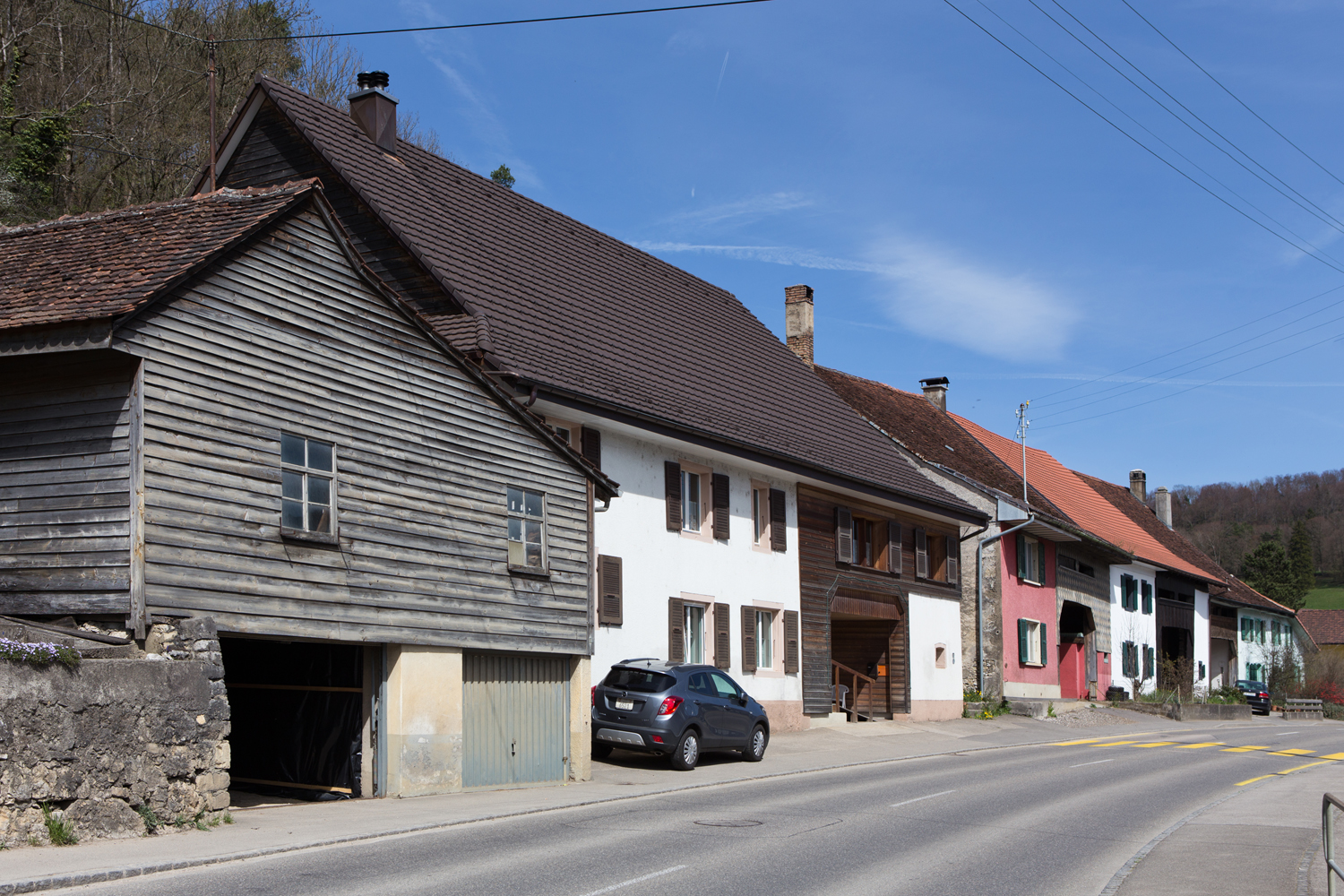
Recolaine